# Colopea pusilla
Colopea pusilla är en spindelart som först beskrevs av Simon 1893.  Colopea pusilla ingår i släktet Colopea och familjen Stenochilidae.
Artens utbredningsområde är Filippinerna. Inga underarter finns listade i Catalogue of Life.